# Kontrowers (voivodato de Mazovia)
Kontrowers es un pueblo de Polonia, en Mazovia. Se encuentra en el distrito Gmina, perteneciente al condado (Powiat) de Garwolin. Se encuentra aproximadamente a 7 km al oeste de Żelechów, 18 km al sureste de Garwolin, y a 74 km al sureste de Varsovia. 
Entre 1975 y 1998 perteneció al voivodato de Siedlce.